# Oospila cellata
Oospila cellata là một loài bướm đêm trong họ Geometridae.